# Выборы мэра Хабаровска (2023)
Выборы мэра Хабаровска состоялись 9 сентября—10 сентября 2023 года в единый день голосования. Срок полномочий избранного мэра — 5 лет.
По состоянию на 1 июля 2023 года в Хабаровске зарегистрировано 429 641 избирателей.

## Ключевые даты
- 13 июня 2023 года Хабаровская городская дума назначила выборы на 10 сентября — единый день голосования[4].
  - 16 июня — официальное опубликование решения о назначении выборов[5].
  - до 18 часов 26 июля — идёт выдвижение кандидатов[6].

- Решение о регистрации либо об отказе в регистрации принимается Избирательной комиссией Хабаровского края не позднее чем 10 дней после дня приёма документов[7].

- Документы на аккредитацию СМИ подаются с 20 июля до 18 часов 5 сентября[8].

- 3 августа — Хабаровский крайизбирком постановил об изготовлении, распределении и доставке избирательных бюллетеней ТИК.

- 10 августа — жеребьёвка по распределению бесплатного эфирного времени, после регистрации кандидатов.

- 12 августа по 9 сентября — период предвыборной агитации в СМИ.
  - С 14 августа начинается период бесплатного размещения агитационных материалов кандидатов в мэры города Хабаровска в эфире телеканала «Хабаровск».
  - 15 августа стартует публикация материалов в газете «Хабаровские вести».
  - Дату публикации и время выхода в эфир агитматериала каждого из семи кандидатов определила жеребьёвка, прошедшая 10 августа.

- 9-10 сентября — дни голосования.

## Выдвижение и регистрация кандидатов

### Право выдвижения
Гражданин Российской Федерации, достигший 21 года, имеет право быть избранным мэром города Хабаровска.

### Выдвижение в порядке самовыдвижения
Количество подписей избирателей, необходимое для регистрации кандидата на должность мэра Хабаровска, выдвинутого в порядке самовыдвижения, составляет 2 149. Допускается 10 % бракованных подписей.

## Выдвинутые кандидаты
| Кандидат                        | Деятельность/должность (на момент выдвижения) | Субъект выдвижения                                           | Статус                                  | Дата подачи документов о выдвижении | Дата регистрации |
| ------------------------------- | --- | ------------------------------------------------------------ | --------------------------------------- | ----------------------------------- | ---------------- |
| Евгений Владимирович Бондаренко | индивидуальный предприниматель | самовыдвижение                                               | утративший статус выдвинутого кандидата | 6 июля                              | —                |
| Наталья Павловна Князь          | бизнес-аналитик | самовыдвижение                                               | утративший статус выдвинутого кандидата | 12 июля                             | —                |
| Сергей Анатольевич Кравчук      | действующий мэр города | «Единая Россия»                                              | зарегистрирован                         | 4 июля                              | 9 июля           |
| Виктор Витальевич Ротарь        | временно не работает | «Родина»                                                     | зарегистрирован                         | —                                   | —                |
| Абдухамид Едгорович Саидов      | индивидуальный предприниматель | самовыдвижение                                               | зарегистрирован                         | —                                   | —                |
| Михаил Викторович Сидоров       | помощник сенатора РФ — представителя от законодательного органа края Сергея Безденежных; Депутат Хабаровской городской думы на непостоянной основе | «Справедливая Россия»                                        | зарегистрирован                         | —                                   | —                |
| Николай Иванович Сингур         | пенсионер | «Российская партия пенсионеров за социальную справедливость» | зарегистрирован                         | —                                   | —                |
| Стельмах Сергеевич Вениамин     | портфельный менеджер в Департаменте розничных рисков\Управление портфельного анализа                                                               | «Новые люди»                                                 | зарегистрирован                         | —                                   | —                |
| Леонид Иванович Сунгоркин       | педагог дополнительного образования | самовыдвижение                                               | утративший статус выдвинутого кандидата | —                                   | —                |
| Олег Енсенович Цой              | помощник депутата | самовыдвижение                                               | утративший статус выдвинутого кандидата | —                                   | —                |
| Александр Пётрович Чупров       | начальник организационно-правового управления | КПРФ                                                         | зарегистрирован                         | —                                   | —                |
| Дмитрий Владимирович Шабунин    | заместитель директора по административно-хозяйственной части                                                                                       | самовыдвижение                                               | утративший статус выдвинутого кандидата | —                                   | —                |
| Андрей Иванович Шулепов         | помощник начальника караула 1 пожарно-спасательной части (1 разряда, по охране г. Хабаровск)                                                       | самовыдвижение                                               | утративший статус выдвинутого кандидата | —                                   | —                |

## Результаты
| Место                       | Место                       | Кандидат                    | Партия                      | Голосов | %       |
| --------------------------- | --------------------------- | --------------------------- | --------------------------- | ------- | ------- |
|                             | 1.                          | Сергей Кравчук              | Единая Россия               | 51 791  | 45,42 % |
|                             | 2.                          | Михаил Сидоров              | Справедливая Россия         | 37 856  | 33,20 % |
|                             | 3.                          | Александр Чупров            | КПРФ                        | 11 233  | 9,85 %  |
|                             | 4.                          | Вениамин Стельмах           | Новые люди                  | 5670    | 4,97 %  |
|                             | 5.                          | Николай Сингур              | Партия пенсионеров          | 2059    | 1,81 %  |
|                             | 6.                          | Абдухамид Саидов            | Самовыдвижение              | 1381    | 1,21 %  |
|                             | 7.                          | Виктор Ротарь               | Родина                      | 1149    | 1,01 %  |
| Действительных бюллетеней   | Действительных бюллетеней   | Действительных бюллетеней   | Действительных бюллетеней   | 111 139 | ?? %    |
| Недействительных бюллетеней | Недействительных бюллетеней | Недействительных бюллетеней | Недействительных бюллетеней | 2891    | ?? %    |
| Всего                       | Всего                       | Всего                       | Всего                       | 114 030 | 100 %   |
|                             |                             |                             |                             |         |         |
| Явка                        | Явка                        | Явка                        | Явка                        | 114 157 | 26,66 % |
| Общее число избирателей     | Общее число избирателей     | Общее число избирателей     | Общее число избирателей     | 428 224 |         |